# Communauté électroacoustique canadienne
La Communauté électroacoustique canadienne / The Canadian Electroacoustic Community (CEC) est une organisation nationale fondée en 1986 et consacrée aux musiques électroacoustiques et numérique au Canada.
Avec des projets comme la revue électronique eContact !, la diffusion en ligne SONUS, le projet annuel Jeu de temps/Times Play (JTTP) pour les jeunes artistes sonores émergents basés au Canada, et le Cache, PRESENCE et DISContact! séries de compilations sur disque compact, la CEC s'intéresse au genre musical sous toutes ses déclinaisons ainsi qu'aux relations avec les autres communautés électroacoustiques sur la scène internationale.

## Projets

### eContact!
La revue en ligne d'électroacoustique du CEC a été lancée en mai 1998 pour succéder à la revue imprimée, Contact! (1988-1997), et est publié quatre fois par an. Chaque numéro se concentre sur un thème ou un sujet particulier. Des éditeurs invités coordonnent un numéro par an depuis eContact! (2004–05). Articles, critiques, interviews, commentaires et analyses sont présentés dans la revue, souvent étayés par des fichiers audio et vidéo. Tous les numéros sont librement accessibles au public.
Entre 2005 et 2008, un certain nombre de changements importants ont été apportés à l'aspect général et au format de la revue, ce qui a grandement amélioré sa convivialité et sa cohérence. Les interrelations entre eContact! et d'autres projets de la CEC, notamment SONUS, ont été renforcés, et plusieurs éléments récurrents ont été mis en place, dont les rubriques « Community Reports », « Rediscovered Treasures », « Focus on Institutions » et « KwikPicks ». Dans le même temps, la portée et la taille des contributions se sont considérablement élargies, reflétant l'éventail d'horizons et d'expériences des contributeurs.

### Jeu de Temps / Times Play (JTTP) / Cache (compilation CD)
Jeu de Temps / Times Play (JTTP) a été lancé en 2000 pour soutenir et encourager le travail de jeunes artistes sonores émergents basés au Canada. Ce projet annuel consiste en un concours avec plus de 4 300 $ (en 2008) de prix décernés aux cinq meilleurs compositeurs sélectionnés par un jury international. Un numéro d'eContact! présentant toutes les soumissions au projet, une compilation Cache CD avec les meilleures œuvres, des émissions de radio au niveau international et la diffusion de concerts sont également offerts aux gagnants.
Cache est distribué internationalement aux personnes et institutions actives dans la production et le soutien de l'électroacoustique.
Avec un certain nombre de nouveaux partenaires de projet rejoignant le projet pour le JTTP 2008, la taille du lot de prix (enregistrements, livres et revues) remis aux cinq premiers gagnants a été considérablement augmentée.

### SONUS
Lancé en 2003, SONUS est devenu le plus grand répertoire en ligne et librement disponible au monde pour les œuvres électroacoustiques. Plus de 2 000 œuvres de compositeurs établis ainsi que de compositeurs jeunes et émergents se retrouvent dans SONUS et reflètent la diversité du champ plus large de l'électroacoustique lui-même : musique acousmatique, électronique et sur bande, œuvres expérimentales, radiophoniques et algorithmiques, paysage sonore et écologie acoustique. SONUS continue de croître, avec la contribution d'artistes canadiens et internationaux.

### Activités axées sur l'éducation
Au cours de l'année 2007-2008, deux nouveaux projets importants axés sur l'éducation ont été entrepris. Une série de séminaires et de concerts ont eu lieu dans huit établissements à travers le Canada à l'automne 2007. Les séminaires « Production professionnelle en électroacoustique» ont abordé divers sujets liés à la création électroacoustique. Les concerts ont présenté des œuvres complémentaires aux sujets abordés dans les séminaires. 
Le Concordia Archival Project (CAP) est un projet de recherche conjoint entre l'Université Concordia et la Communauté électroacoustique canadienne. Coordonné par la CEC de juillet 2007 à décembre 2008, le CAP a permis la récupération et l'archivage numérique d'une importante collection d'œuvres électroacoustiques des années 1960-1990 détenue à l'Université Concordia à Montréal. Cette importante initiative, financée par Patrimoine canadien a produit la plus grande ressource primaire sur l'histoire de l'électroacoustique au Canada disponible partout dans le monde. Le projet est présenté notamment par le biais d'une médiathèque.

## La CEC et la communauté internationale
Le CEC entretient des liens étroits avec des organisations sœurs internationales, telles que Sound and Music (SAM) au Royaume-Uni, la Society for Electro-Acoustic Music aux États-Unis (SEAMUS), l'Australasian Computer Music Association (ACMA) ou l'Association nationale allemande d'électroacoustique (DEGEM). 